# Lacóbriga
Lacóbriga o Lacobriga (Lacobrica en latín) era una pequeña ciudad romana de origen celta, que correspondería a la moderna ciudad de Lagos, en la costa sur de Portugal.
Existe otra "Lacóbriga" citada por el Itinerario Antonino en las inmediatas proximidades de la población española de Carrión de los Condes.
La ciudad habrá sido fundada alrededor del año 2000 a. C., en la zona del Monte Molião. En el siglo IV a. C. la población más antigua habría sido destruida por un terremoto. Siendo reedificada en una localización cerca del original por el capitán cartaginés Bohodes en 250 a. C., a través de una relación amistosa entre el ejército cartaginés que ocupaba el sur de la península ibérica y los conios.
En el siglo III a. C. durante la segunda guerra púnica entre romanos y cartagineses, la Lacobriga cartaginesa se latiniza a Lacobrica. La ciudad entra en declive hasta que fue reocupada por los visigodos en el siglo V. Alrededor del 716, con la conquista árabe, estos llamaron a Lacobriga Zawaia o Zawia hasta que entra en el dominio portugués con Sancho I de Portugal con la toma de Silves en 1190. Sin embargo, Lagos vuelve a caer bajo la influencia musulmana hasta ser definitivamente conquistada alrededor de 1250 por Alfonso III de Portugal.
- Datos: Q5668237